# رودريغو براند
رودريجو براند رودريغيز (بالإسبانية: Rodrigo Brand Rodriguez)‏، المولود في 26 أغسطس 1995 في بيلو هوريزونتي، ميناس جرايس، هو ممثل تلفزيوني مكسيكي.
بدأ حياته الفنية في مركز التربية الفنية من 2015 إلى 2017. بين عامي 2018 و 2019 ظهر لأول مرة في وحدات الشركة، كما يقول المثل وتبدو هذه القصة مألوفة.
في عام 2020 ، قفز إلى الميلودراما التي دعاها المنتج نيكاندرو دياز ليكون جزءًا من طاقم الشباب في المسلسل التلفزيوني المكسيكي والجويرو الذي يلعب دور براندون هيريديا بينالوزا المتمرد والثرثار.

## روابط خارجية
- رودريغو براند في قاعدة بيانات الأفلام على الإنترنت
- رودريغو براند على إنستغرام